# 交互作用星系
交互作用星系是互相之间交互作用的星系。假如两个或者多个星系碰撞或者靠近得太近，它们之间会发生交互作用，其结果可能是交互作用的星系合并或者形成特殊的形状和排列。所有交互作用星系的共同特征是它们之间的交互作用激发星系内的活动，以及本来星系内部的自转抵消引力，导致收缩的平衡受到交互作用干扰。
一般星系合并（尤其是原星系的合并）发生在宇宙中星系比较密集，它们之间的相互速度比较慢的地方。假如相撞的两个星系之间的速度比较高，它们往往会互相穿过对方，有时星系也会在近距离交错而过。椭圆星系往往是盘状星系（尤其是螺旋星系）合并形成的。今天的星系当中只有1-2%的星系还在合并过程中，天文观察似乎证明在大爆炸后约十亿年后当时很多矮星系互相之间合并。

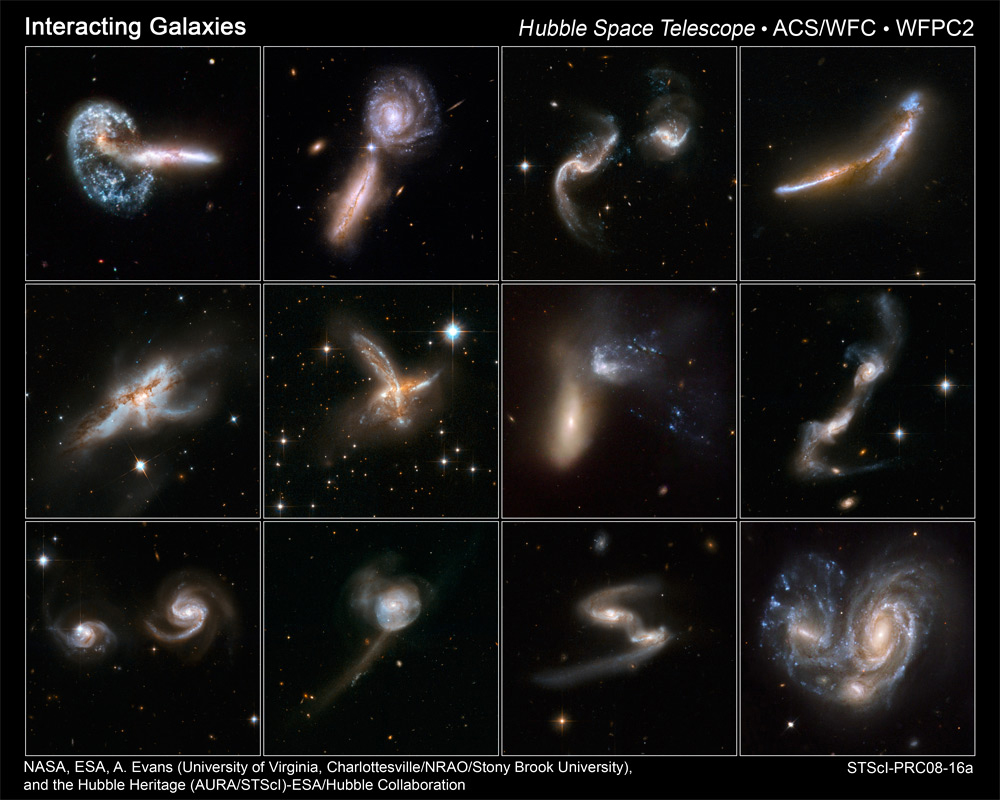
一些交互作用星系，2008年4月24日哈勃太空望远镜18岁生日时由美国航空航天局和欧洲南方天文台发表

## 宇宙结构

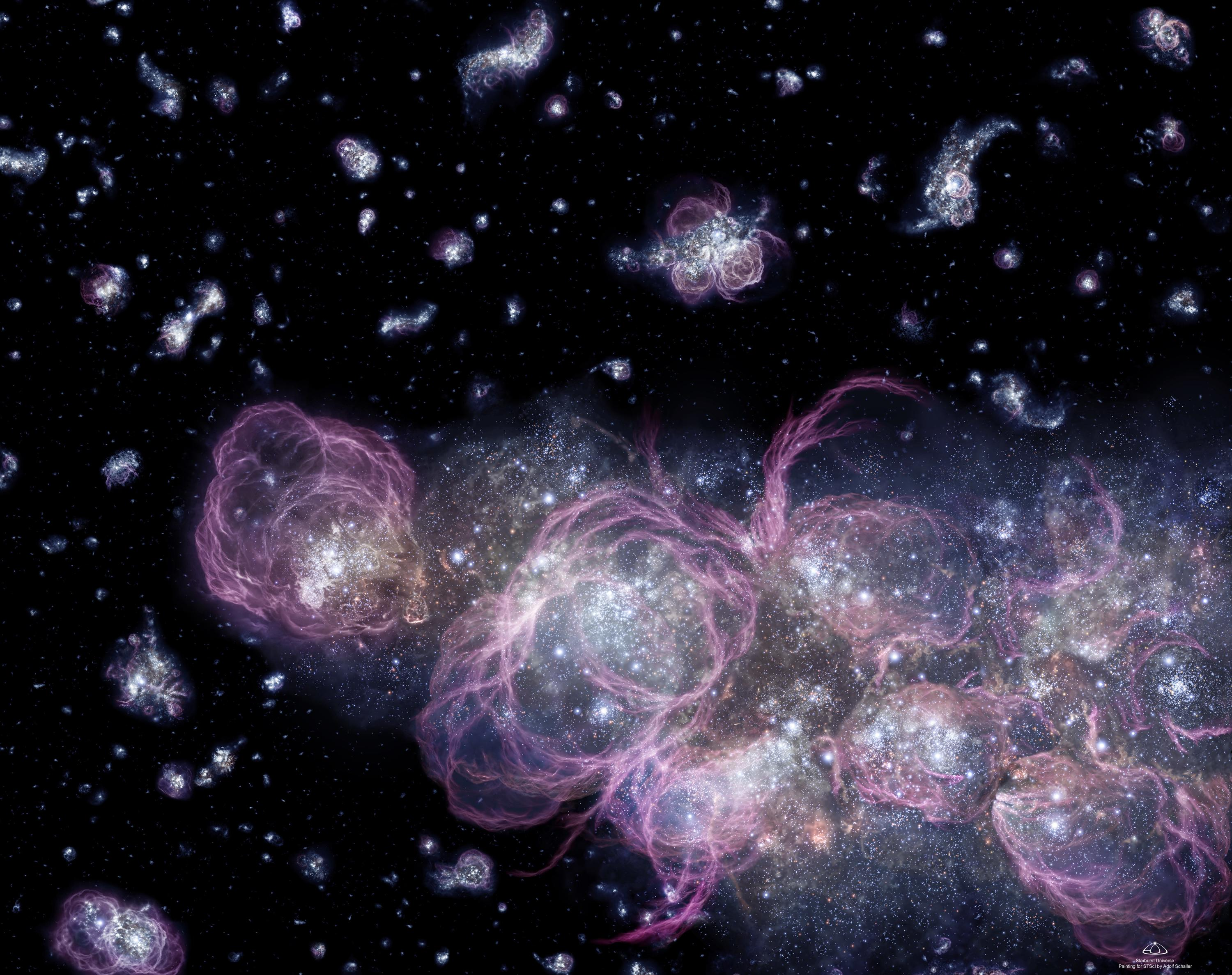
阿道夫·夏勒为美国航空航天局画的原星系是如何合并的图。设想大爆炸后不到十亿年的时候是这样的。至今为止人类还无法观察到那个时候的情景

按照今天的知识宇宙结构形成的顺序是从小到大形成的，首先形成的是星系，然后星系群和星系团。星系团和星系超团目前还在继续巩固的过程中。
所有的恒星和星系都是由星际物质诞生的。这些物质首先形成原星系。原星系是今天的星系的前辈，它们还没有恒星。在年轻的星系团中大多数星际物质是星系团的星系之间的分布不规则的星级物质聚集，而比较成熟的星系团的气体的分布则比较均匀、对称，在星系团的中央它们最密集。今天我们还无法观察到大爆炸后十亿年时的情景。
虽然如此从当时的众多矮星系中已经逐渐形成了比较大的星系。这些比较大的星系被众多埃星系环绕，像今天的银河系一样。在这个星系形成的过程中大多数原始的气体依然保存下来了，此外还有许多弱的星系也留下来了。今天已经发现了许多虽然相当近，但是很难辨认出来的极弱的矮星系。
一般矮星系的形状不规则。最早的比较大的星系是纯粹的棒旋星系。它们的短棒是由于潮汐引力的作用形成的，或者更精确地说是由于引力动量的差异形成的。这些棒旋星系逐渐演化为越来越明显的螺旋星系，短棒最后演化为盘状、椭球状或者球状的中心。棒旋星系和螺旋星系有自转。它们的形状是由于恒星的公转运动形成的。恒星的公转则是由于星级物质和矮星系的碰撞导致的，这些碰撞过程中的速度差逐渐演化为均匀的旋转。
螺旋星系是目前宇宙中数量最多的星系形式。计算机模拟显示通过气体丰富的螺旋星系的一般合并为椭圆星系。椭圆星系内的恒星不像棒旋星系或者螺旋星系那样只在一个平面上围绕星系的中心公转，而是在椭圆和倾角随意的轨道上公转。椭圆星系形成的原因是因为两个盘状星系在碰撞的时候它们的倾角几乎总是大于零。因此碰撞后合并形成的星系的旋转不再集中在一个平面上。

## 潮汐作用

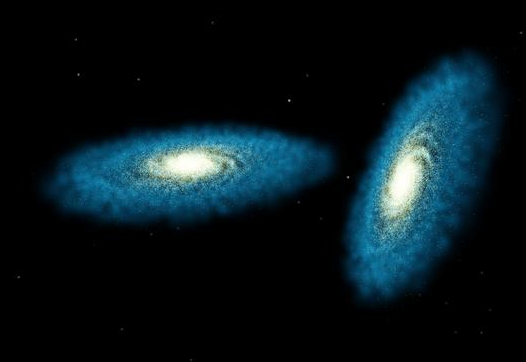
两个盘状星系相互靠近。碰撞后星系的形状不会是盘状的。美国航空航天局图

潮汐力加速恒星和星系形成的过程。在不同形式的交互作用星系中潮汐力可以起非常不同的作用。
在星系团外由于潮汐力的作用比较小，那里的气体在过去的上百亿年中收缩比较平稳。那里的恒星形成和恒星系代也比较平稳。在那里星系碰撞和合并也比较缓慢。而椭圆星系则大多位于精密的星系团里。因此椭圆星系一般是在强烈的潮汐力影响下形成的，估计它们是从盘状星系或者气体丰富的原星系的碰撞中形成的。

## 碰撞过程和星系合并
星系合并的过程需要上亿至15亿年的时间，合并后星系内容稳定下来的过程更长久。首先相撞星系逐渐靠近，互相之间围绕旋转。在这个过程中各星系的大小和重量非常重要。旋转的轨道逐渐缩小。此后相撞的星系一般数次互相穿越，最后合并。在穿越的过程中它们原来的形状改变，它们之间互相交换气体和恒星。假如它们之间的引力不足以把被撕破的星系再次吸引到一起的话它们在第一次穿越后又会分道扬镳。

两个星系相撞的模拟
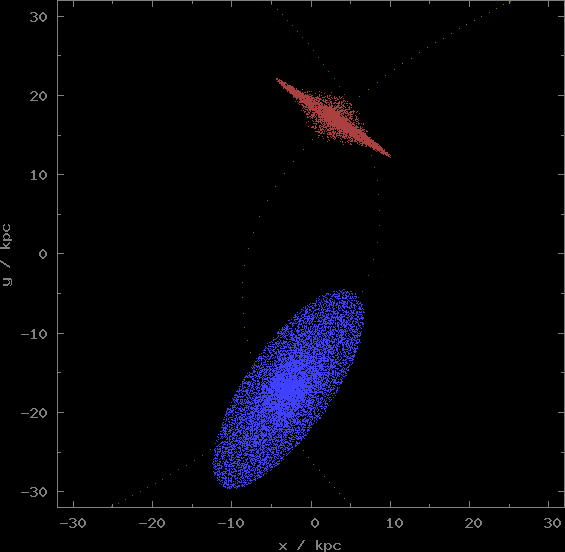
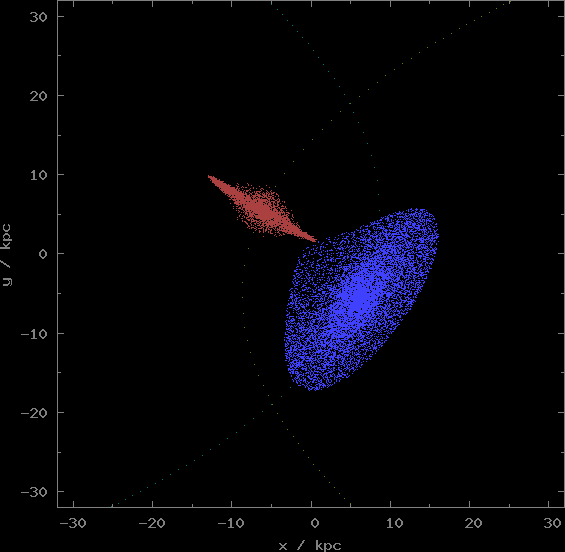
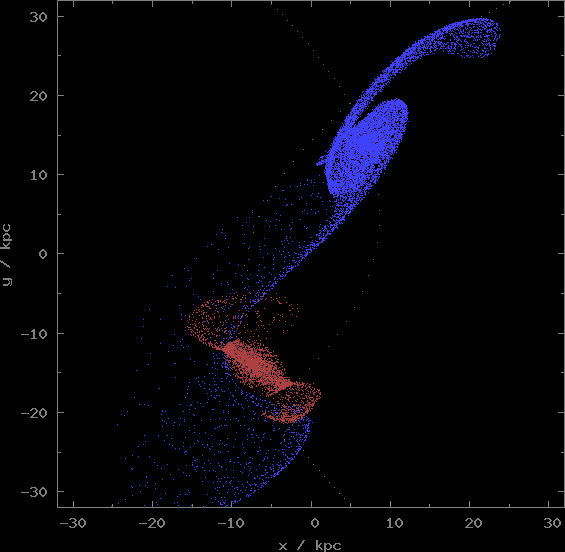

- 靠近：左图显示两个星系互相靠近。它们的相对速度可以从每秒100千米以下至1000千米以上不等。假如两个星系中心碰撞的话它们的相对速度甚至可以高于每秒3000千米。在靠近过程中两个星系的内部就已经发生变化，它们之间可能形成气体和恒星桥。星系核的轨道是抛物线轨道。
- 碰撞：中图显示两个星系的边缘碰撞，星系核没有相撞。星系变形，交换物质。在它们最靠近的地方对方的潮汐力施加影响。由于它们互相之间的吸引在碰撞点的对面形成潮汐臂（右图）。由于冲击波和物质流星际物质被压缩
- 引力反应：在右图中原来的星系的外观和内部结构已经改变，碰撞的星系的质量比也可能发生了巨大的改变。两个星系开始疏远。通过它们本身的引力它们可能产生螺旋臂以及短棒，或者这些结构可能被加强，由此进一步加强先前的压缩。具体两个星系怎样变形要根据它们原来的内部结构以及它们之间的轨道来计算。由于它们之间的距离加大，碰撞暂时停止。根据它们的质量以及相对速度它们可能此后会再次接近直到最后合并或者它们也可能永远分开。
- 合并：由于气体星云的碰撞两个星系之间的轨道越来越圆，它们的距离越来越近。在星系的中心由于高压形成密集气体星云。这些星云不稳定，它们塌缩，形成许多恒星。这样的星系被称为星爆星系。由于新形成的恒星的能量大量气体被吹出星系。星系内剩下很多恒星和少许气体。此后许多这些星系内无法形成新的恒星或者只能形成很少新的恒星。这样的星系内的恒星寿命差不多一样长，而年轻的恒星则很少。一般这样形成的星系是椭圆星系。因此今天能够观察到的椭圆星系里往往只有一样老的老恒星，其质量与太阳差不多大。在其它星系内则有不同年龄的恒星和大量的气体。
- 平静：合并后的星系要公转数次后才逐渐达到新的平衡。与此前的阶段相比这个阶段需要的时间相当长。星系核需要约数亿年时间才能平静下来，而外围部分则需要数十亿年的时间才能平静下来。

星系碰撞或者合并时星系里的恒星一般不会碰撞，原因是因为相对而言它们的体积非常小，但是气体星云会发生碰撞并丧失轨道能量。在这个过程中会形成许多球状星团。在经过多次碰撞的老星系里它们均匀地散布在一个球状的空间里，它们当中有老的过去碰撞中产生的星团，也有比较新的后来碰撞中产生的。

## 極環星系
極環星系很少见。至今为止人类一共观察到约100个这样的星系。它们可能是通过一个大星系与多个小星系合并形成的。通过这个过程它至少暂时有一个稳定的恒星环。这个环与主星系的圆盘面垂直并且自己环绕星系核公转。
假如只是一个星系与一个气体星云相撞的话它所产生的气体环只可能沿着星系的自转方向旋转，否则的话通过气体星云和星系的碰撞质量比较小的气体星云会被迫转向星系的自转方向。因此产生与星系自转方向垂直的恒星环的可能性非常小。
是研究得最透彻的极环星系之一。它离地球的距离为约1.5亿光年，往往被看作是极环星系的原型。它的核心部分含有比较老的、黄色的星，而与核心部分几乎垂直的比核心部分大得多的环则由年轻的、蓝色的星组成。

## 例子
一个星系离地球越远，它发出的光到达地球所需要的时间就越长，因此观测一个遥远的星系就好像在观测它的过去一样。在宇宙早期被潮汐力扭曲的星系的数量比今天要多得多。当时有许多交互作用星系和星系合并，比今天要多得多。在银河系附近交互作用星系占星系总数的约1-2%。
以下的例子是按照星系交互作用的程度排列的。

### （靠近阶段）
由三个邻近的星系组成，它们位于摩羯座，离地球约4亿光年远。整个星系群有17万多光年大。
这三个星系在互相靠近，它们的距离已经相当近了，因此它们之间的引力已经能够把它们的内部结构撕破。所有三个星系的造星率都非常高。
这三个星系中最大的是一个螺旋星系（图左侧），离它比较近的是一个椭圆星系。和均有活跃的星系核，估计其中心是一个黑洞。两个星系间有非常密切的气体交换，它们之间也有一座恒星桥。这个交换还在继续加强，并促进其核心的活动，导致新的恒星形成。（图上方）是一个小些的螺旋星系。
照片中部的那个螺旋星系是否属于这个星系团还不确定。它上面的那两颗星是银河系内的恒星。
估计这些星系互相之间环绕的轨道会越来越紧，最后三个星系会合并为一个椭圆星系，整个过程将至少需要数亿年的时间。

### 和（碰撞阶段）

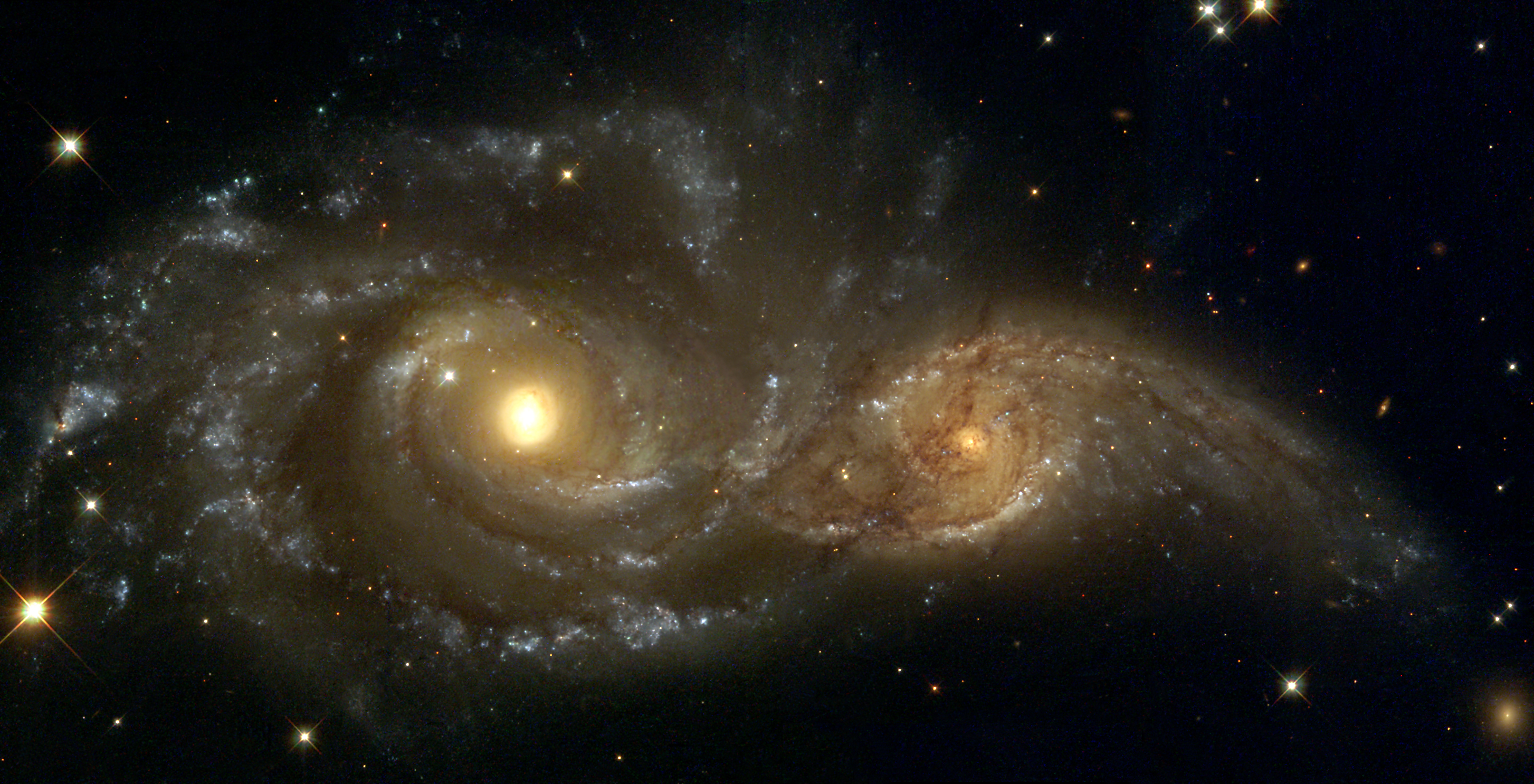
左NGC 2207，右IC 2163

NGC 2207和IC 2163是一对纯粹的螺旋星系，它们没有短棒。它们位于大犬座，离地球约1.44亿光年。这两个星系正在碰撞过程中，但是与雙鼠星系和觸鬚星系不同的是它们还完全是两个独立的星系。它们的碰撞刚刚开始，在这个过程中它们的外观会逐渐演化得像双鼠星系，然后像触须星系。约十亿年后它们会演化为一个椭圆星系。
和是1835年約翰·弗里德里希·威廉·赫歇爾发现的。在里已经观察到了两颗超新星，照片是1999年哈勃太空望远镜拍摄的。

### 双鼠星系（引力反应阶段）

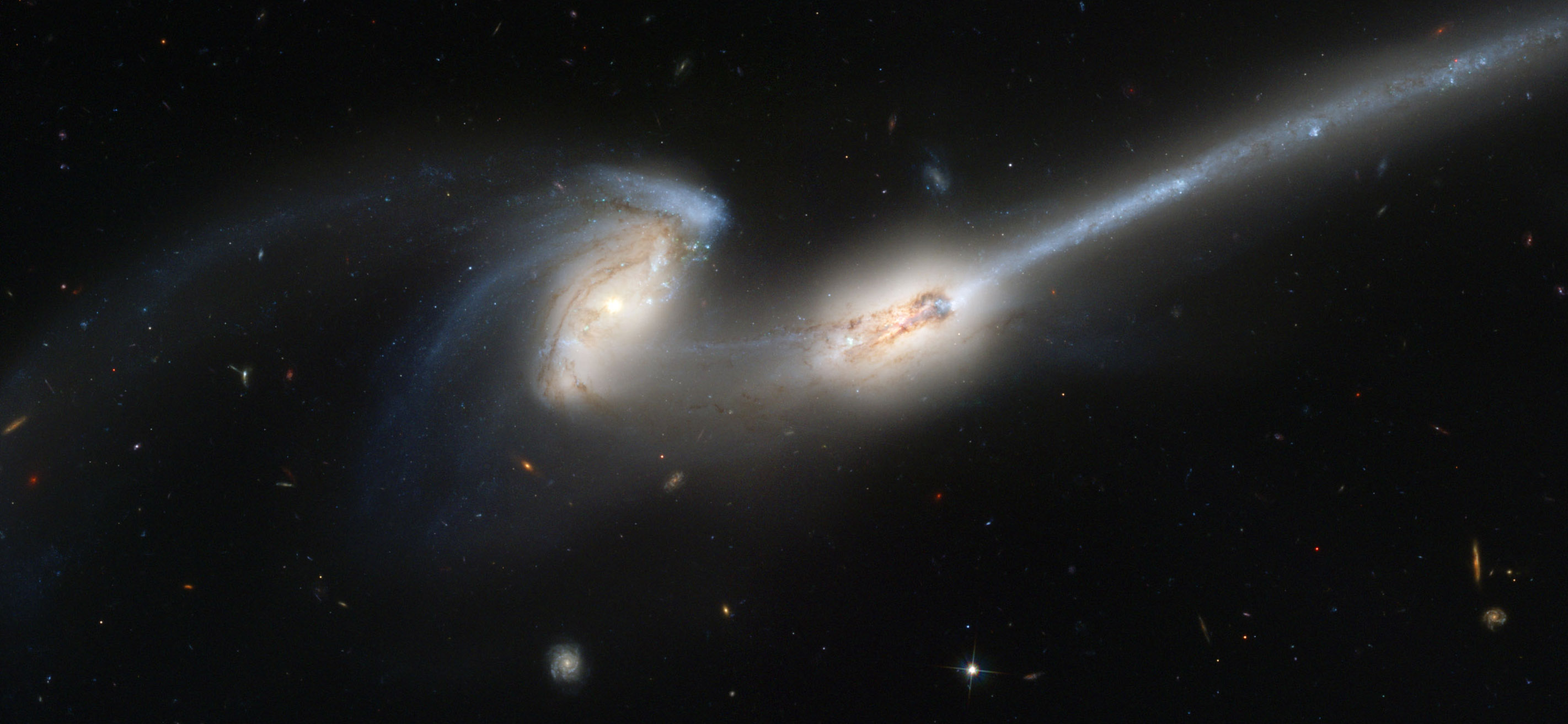
双鼠星系

双鼠星系的号码为，它由两个螺旋星系（左）和（右）组成。它们位于后发座，离地球约3亿光年。它的名字来源于其长长的尾巴，往往也被称为鼠尾。这两条尾巴是潮汐作用的结果，是由于两个星系靠近部分和疏远部分的引力差造成的。
双鼠星系正处于引力反应阶段。它们的结构说明它们已经互相碰撞过了，但是它们的中心还没有像触须星系那样碰撞和穿透。这是合并过程的下一个阶段。

### 触须星系（合并阶段）

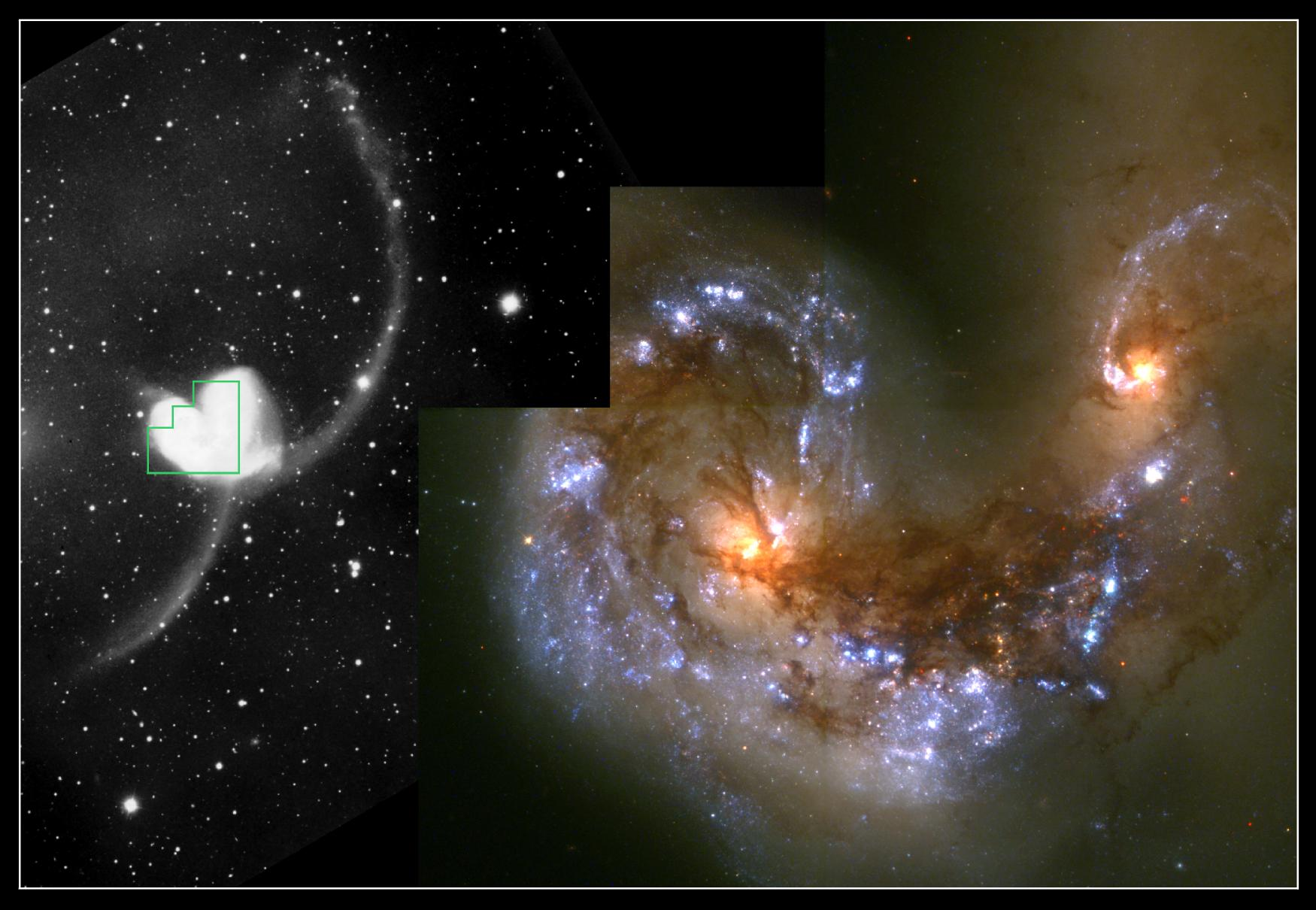
触须星系

触须星系是1785年2月7日由威廉·赫歇尔发现的。它位于乌鸦座。离地球6800万光年。它的名字来自于它的两条细小弯曲的臂，看上去像昆虫的触须。
相撞星系的核已经互相穿透。由于两个星系的合并星际气体被压缩，引发恒星产生。由此产生的造星区域和发射星云在螺旋臂上形成亮团。
（左）原来是一个螺旋星系，（右）原来是一个棒旋星系。它们的首次遭遇在9亿年前就发生了，此前棒旋星系（右）是两者中比较大的，现在它成为两者中比较小的了。6亿年前它们的状态类似今天的双鼠星系。触须是约3亿年前形成的。在4亿年后它们将形成一个共同的稳定的核，像今天的海星星系。

### 海星星系（平静阶段）
位于蛇夫座，离地球约4亿光年。

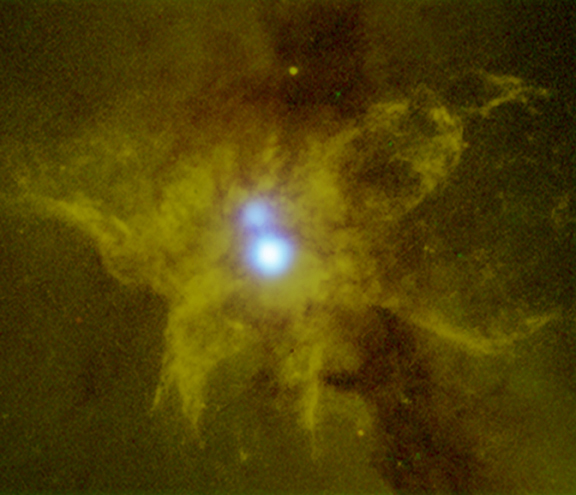
海星星系

它是两个星系碰撞和合并的结果。但是合并过程还没有完全结束，星系里也还没有形成椭圆星系或者螺旋星系那样的结构。在海星星系的中央有两个黑洞在环绕，它们之间的距离为3000光年。它们是原来两个星系的核心。这两个黑洞放射出大量X射线。它们要过数亿年才会合并到一起。
海星星系是2001年7月29日钱德拉X射线天文台发现的。它是第一个发现有两个超质量黑洞在其中心的星系。它是一个典范的星爆星系。

## 环星系

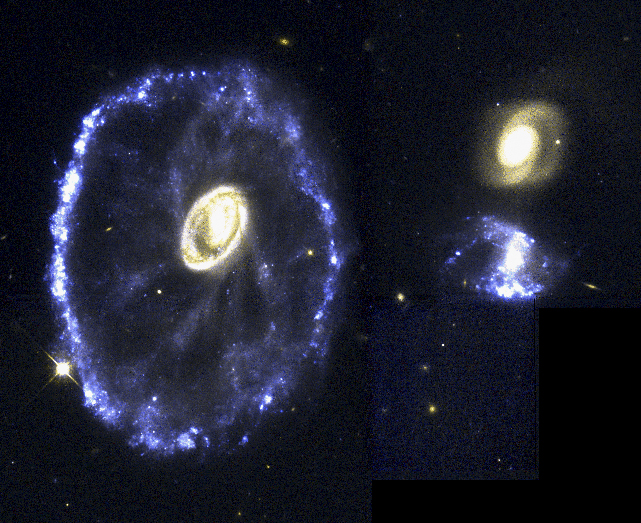
車輪星系

偶尔在相撞过程中会出现环结构。环星系是由于一个星系被另外一个星系中央穿透而形成的。在这个过程中一个压缩波从内向外沿星系盘扩散，造成一道不断扩大的蓝色的环。环的颜色是新形成的大质量、年轻的恒星造成的。与极环星系不同的是环星系不稳定。
最著名的环星系是玉夫座里的车轮星系。它离地球约5亿光年，它没有被列入星云和星团新总表。它的环的直径为15万光年，这个环不稳定并以每小时34万千米的速度从中心向外扩散。

## 卫星星系
较大的星系常会吞并矮星系。这个过程从接触到完全吞并一般需要9亿年时间。渦狀星系和它的卫星星系就正处于刚刚开始接触的状态。
涡状星系位于猎犬座。离地球约3100万光年。它拥有非常明显的螺旋结构。与它交互作用的矮星系原先是一个不规则星系。
的造星率非常高，估计是由于它与之间的潮汐作用导致的。因此整个星系里有相当高比例的年轻和高质量恒星。这些高质量的炙热恒星的寿命一般比较短，只有数百万至十数千万年左右。
涡状星系的中心有一颗非常热的活动星系核。那里有星风、扩展的超新星遗迹和中心黑洞的吸积盘，此外有多处气体碰撞。
在的螺旋臂里也有活跃的造星区域和许多年轻炙热的恒星。尤其在和它的伴星系之间的那条螺旋臂上的造星区域尤其明显。

## 图集

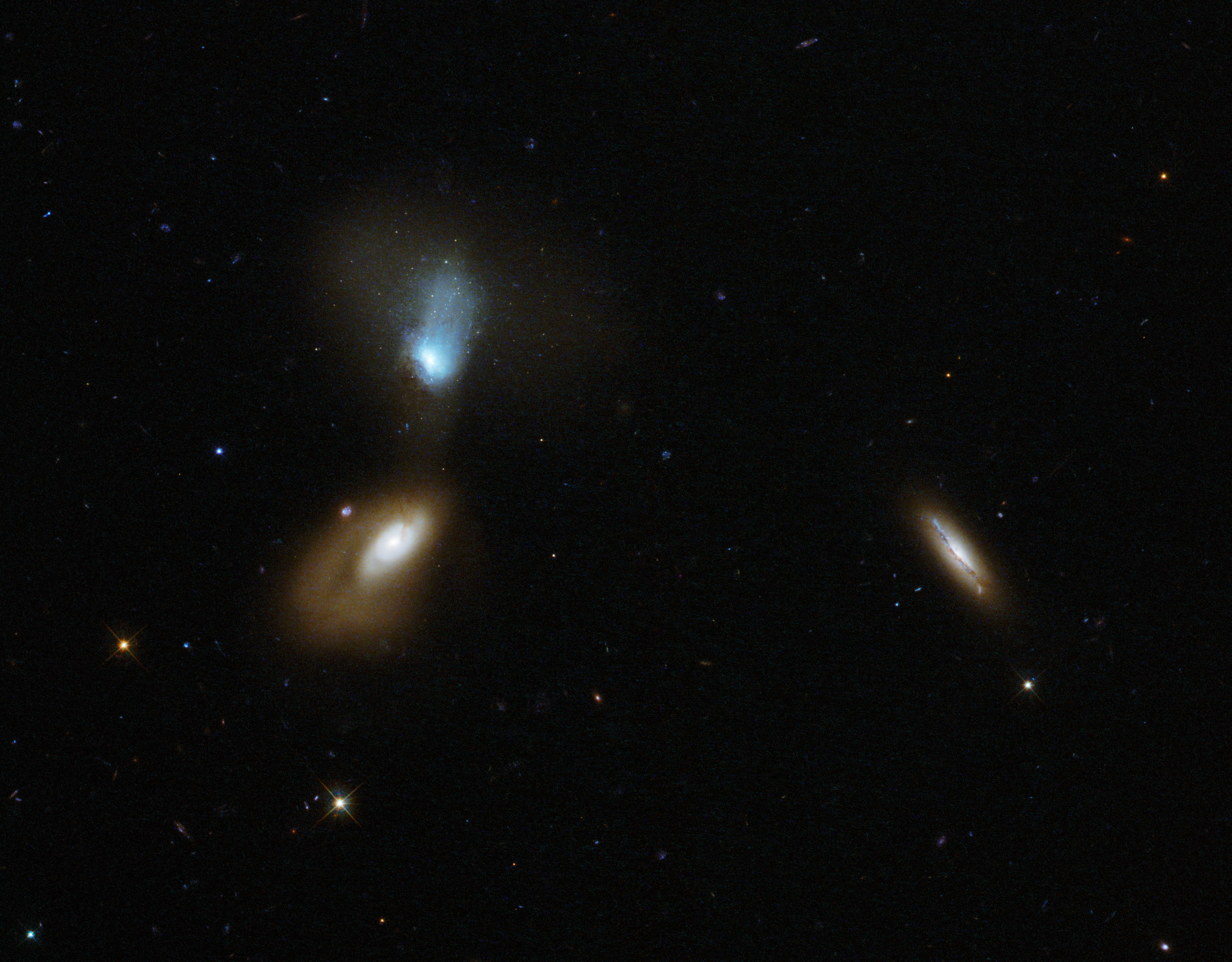
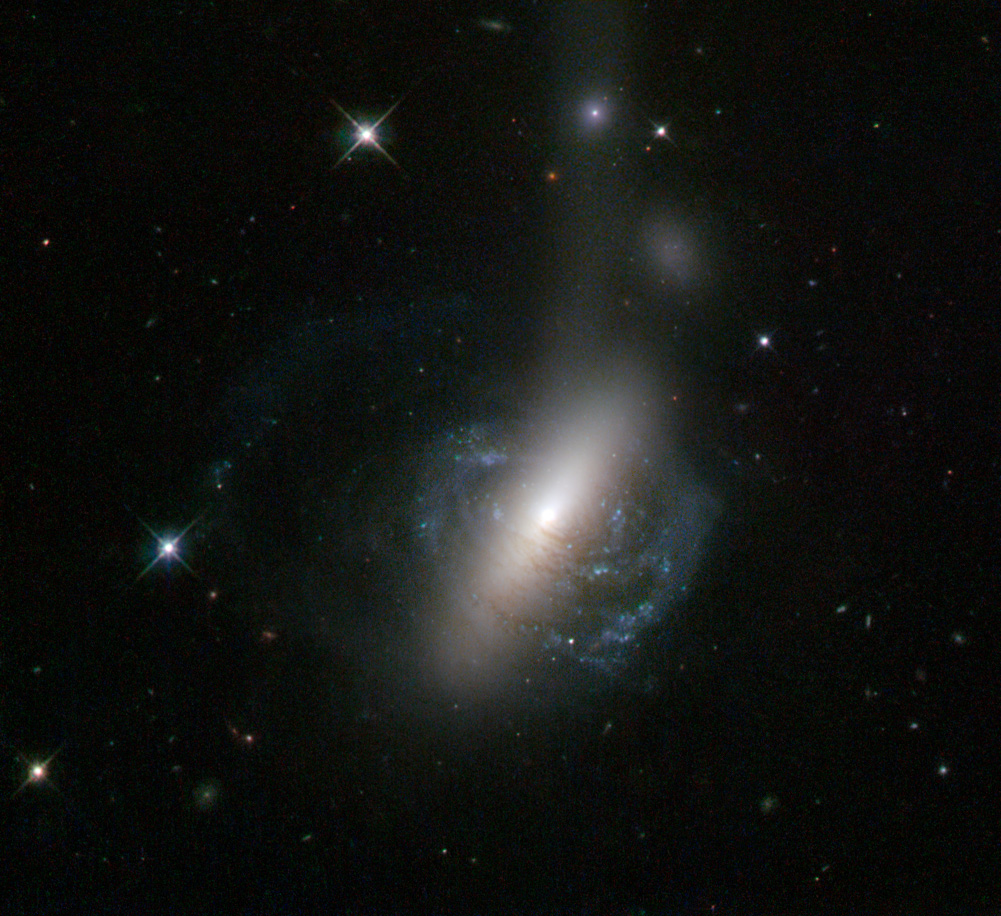
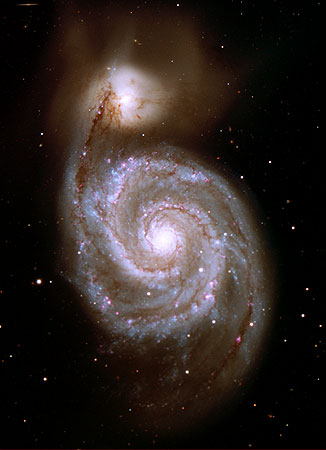
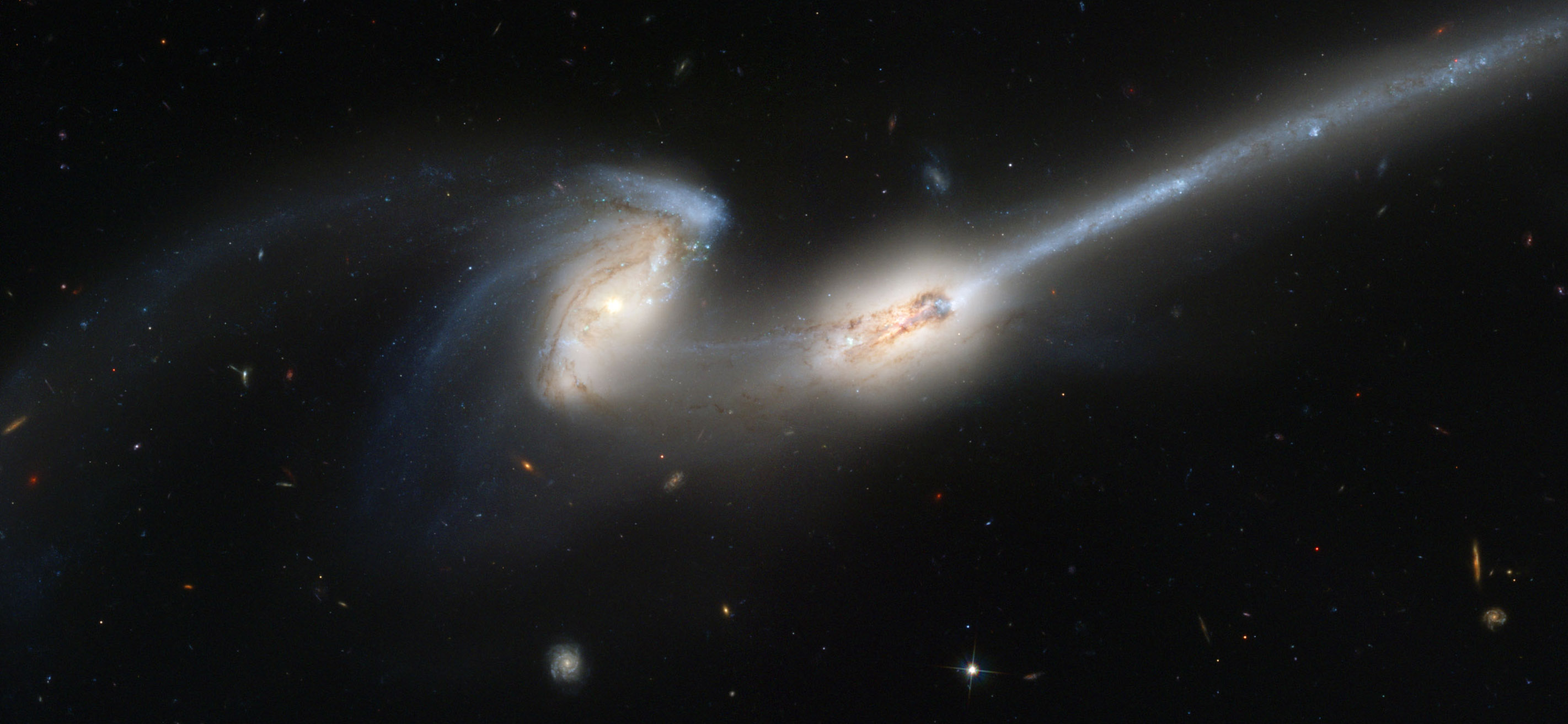

- [1]
- [2]

## 观测方法
研究交互作用星系的天文学分支叫做星系天文學。它利用许多不同的天文学方法。
其中最重要的方法是天文光谱学。它使用分析天体辐射的光谱的方式来研究交互作用星系及其组成部分如核心、气体星云、恒星和超新星等。根据分析的波长又可以把这些观测规入红外天文学、射电天文学、紫外天文学、X射線天文学、伽马射线天文学和光学天文学。通过光谱的红移可以通过標準燭光来确定星系的距离。

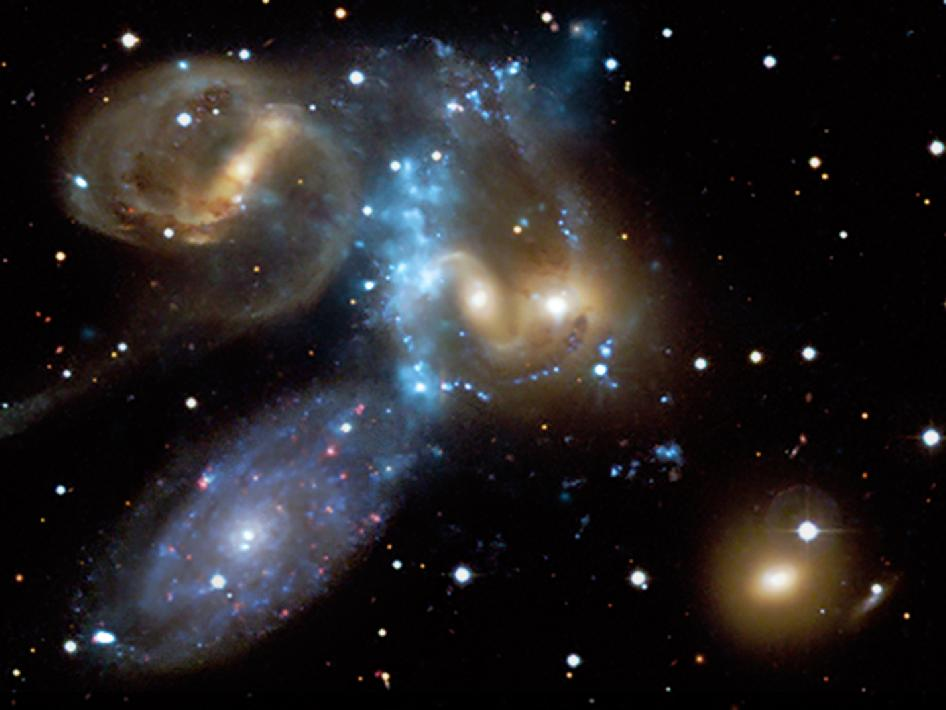
史蒂芬五重星系的多谱线照片

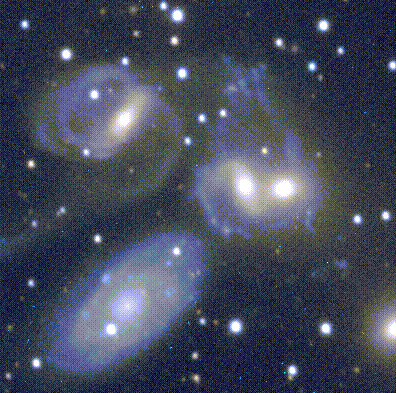
作为比较：史蒂芬五重星系在可见光里的单谱线照片

使用紫外线尤其可以辨认出高造星率，而射电天文学泽可以用来观测活动星系核，電波星系和西佛星系在无线电波长的信号非常强。活动星系核放射不寻常多的无线电波，通过星系合并往往产生拥有活动星系核的椭圆星系。交互作用星系的交互作用及其核心的其它活动也是射电天文学的良好观测目标。比如在椭圆星系的射电图上可以看到比其光学可见部分大得多的结构。
假如使用可见光给椭圆星系曝光时间过长的话在这样过度曝光的照片上也能够看到比原来的椭圆星系大数倍的结构：它们是在星系合并过程中被大量新恒星的形成驱逐出星系的气体环绕新形成的星系。
右边的两张照片是斯皮策空间望远镜拍摄的飞马座的史蒂芬五重星系的照片。它离地球约3亿光年。它是所有紧密星系团中研究得最透彻的。至今为止在这个星系团中发现了许多特殊的现象。它的内部非常混乱，通过对它的观察可以推测出100亿年前宇宙还比较年轻时的情景。
比如在上面的那张照片里可以看到至今为止观察到的最大的冲击波。这五个星系中的四个之间的距离在减小。（图左中）以高速冲入，造成一个每秒870千米的冲击波，在照片中它显示为绿色的弧。这个冲击波比银河系还要大。
在上面的照片里X射线、红外线和无线电波的光谱被结合到一起，此外还掺入了可见光的照片。这些不同的光谱波长用来显示不同的东西。比如我们的眼睛无法看到冲击波。斯皮策空间望远镜可以观测到一般不可见的物体，比如尘埃和水分子发射的红外线。冲击波促使水分子沿冲击波传播的方向放射红外线，这样使得冲击波可见。
通过对红外线的观察天文学家还能计算出冲击波的速度：通过光谱分析氢的光谱被分解。由于冲击波的波动它的谱线被来回的运动分解开来，这个现象被称为多普勒变宽。这样可以计算气体的相对运动。